# Puchenau
Puchenau je obec v rakouské spolkové zemi Horní Rakousy, v okrese Urfahr-okolí. Leží na břehu Dunaje.
V roce 2012 zde žilo 4 455 obyvatel.